# Panòplia de Dendra
La panòplia de Dendra és un rar exemple de panòplia (equipament militar complet) de la civilització micènica trobada en el jaciment arqueològic de Dendra, a l'Argòlida. Es compon d'un armadura de plaques de bronze que consta de muscleres, baveres, gola i d'un casc d'ullals de senglar.

## Context
Abans del descobriment d'aquesta panòplia, diversos elements d'armadures (cuirasses, muscleres, peto i plaques de protecció inferiors) de finals del període micènic foren descobertes a Tebes, mentre que algunes bandes de bronze foren trobades a Micenes i Festos. Escates de bronze pertanyents a armadures han estat trobades a Micenes i Troia, cosa que demostra que en l'època micènica aquest tipus de protecció era ja àmpliament utilitzada en tot el Mediterrani oriental i l'Orient Mitjà.

## Descripció
El maig de 1960, arqueòlegs suecs van descobrir al primer exemplar d'una cuirassa de bronze, construïda a finals del segle xv aC a Dendra. L'armadura de bronze es remunta a l'hel·làdic tardà i es compon de quinze làmines de bronze separades per tires de cuir. Protegia al guerrer des del coll fins als genolls. La panòplia comprenia també gamberes i avantbraç. Els pocs exemples de gamberes de bronze que han arribat a l'actualitat solament cobrien una part de les canyelles i van ser usats sobre proteccions de lli, tal com es mostra en l'art micènic tardà, tant per a la protecció com per a demostració de l'estatus social, com va especular Diane Fortenberry. Encara que existeix només només una panòplia micènica completa, armadures semblants estan representades en ideogrames de tauletes en lineal B trobades a Cnosos (sèrie Sc), Pilos (sèrie Sh) i Tirint (sèrie Se).
La cuirassa es compon de dues parts: el peto i el dorsal, unides en el costat esquerre mitjançant una frontissa. En el costat dret de la part davantera hi ha un anell de bronze i dos anells similars estan presents en totes dues espatlles. Per sobre de la cuirassa hi ha adossades dues grans muscleres, mentre que dues plaques triangulars protegien les aixelles del soldat quan tenia els braços aixecats. Hi ha també un gran collaret: l'ideograma en lineal B que simbolitza una armadura d'aquest tipus demostra clarament la importància d'aquesta part. D'altra banda, l'èmfasi en la protecció del coll era una característica típica del veí orient. Per protegir els engonals i les cuixes pengen tres parelles de plaques corbes. Totes aquestes peces estan realitzades en làmines de bronze batut i foren connectades amb cordes de cuir de bou, un material mòbil per permetre un grau de moviment adequat per a la batalla. La panòplia completa, per tant, era una armadura tubular que protegia totalment el coll i el tronc i es perllongava fins als genolls. Sembla que es completava la panòplia amb gamberes i guardabraços de bronze, ja que a la tomba de Dendra es van trobar fragments d'aquestes proteccions. També van ser trobats trossos d'ullals de senglar que antigament van constituir un casc.
També els soldats pintats en un famós crater realitzat a Micenes el 1200 aC porten armadura completa. En canvi, aquest tipus d'armadura és diversa: pot tractar-se d'una cotilla de pell al llarg de tot el cos, amb un davantal de cuir a franges que arribava a meitat de cuixa i eventuals muscleres, molt semblada a la protecció portada pels pobles de la mar, representada en el temple funerari de Ramsès II a Medinet Habu, al Baix Egipte, o d'una cuirassa de campana composta de làmines de bronze batut, un tipus d'armadura de la qual se n'ha testificat la utilització també en la resta de l'Europa central en aquell període.